# Sipiots
Es Dos sipiots o sipiots és un grup de música ciutadellenc de gènere hip-hop/rap creat pels menorquins Oscar (Ciutadella, 1989) i Pol (Ciutadella, 1990) el 6 de gener del 2010 després que a en Oscar li regalassin una guitarra i, comencessin a anar a classes. Actualment el grup el formen: Hugo -caixa i bateria-, Pau –baix-, Nasi i Pol -guitarra espanyola i veu-, Oscar -guitarra elèctrica i veu- i Joan i Andreu –saxo-. Després hi ha Francesc Llorens (representant i mànager), Pepe King (productor i editor) i Lluís Juaneda que es el qui fa els videoclips.
La primera cançó va ser No fumis bonsais, publicada el 12 d’octubre del 2010 i després van treure Sangria i Fiet de l'horitzó.
El primer disc es diu Mus amollam, després es va treure Llàgrima viva i el darrer disc va ser Engreixar per morir, presentat al 2018 i que va ser tot un èxit amb més de 500 còpies venudes.
Actualment el grup ja no treu discs sinó que treuen recopilatoris, ja que per ells és més fàcil fer una cançó i treure-la al moment i també perquè a dia d’avui ja no s’escolten tant els discs.
Els creadors del grup sempre han recalcat que per ells, es Sipiots es un hobbie, que els ha donat moltíssima satisfacció, i que per ells el que els importa més és veure feliços a la gent quan va als seus concerts i que gaudeixen de la seva música que les reproduccions de youtube, que ja son més de 300.000.
Sipiots durant el temps ha anat agafant moltes cares i formes diferents, ja que primer van començar l’Oscar i en Pol, després es va afegir en “Cabot”, tocant el saxo, n’Hugo amb la bateria, en Xec, que era el seu mànager i més persones que es van anar afegint.
Un dels problemes de sipiots es que en “Cabot” i n'Oscar no viuen a Ciutadella, i fa que no puguin contar tant amb ells, però els han substituït per en Nasi Mascaró, que actualment es el cantant i n’Andreu Bagur, que toca el saxo.
Els darrers recopilatoris, el del 2020 i 2021 han estat gravats per l'Aitor Comellas, un productor Ciutadellenc de 17 anys que és molt bo, destaquen els membres del grup.

## Discografia
Àlbums
- Mos amollam 2012
- Engreixar per morir 2014

Recopilatoris
- Dossicriu. 2015
- Mel de bresca. 2020
- Jo i tu? Conta tu! 2021

Senzills
- Poema de Sant Joan. 2020
- Himne del Penya. 2019

Col·laboracions
- Sipiots-Orgànic: Per la mar viva
- Suc i sopes-Sipiots: Surts des niu
- Dos sipiots-Caterina Lumina: Balla, canta i se feliç. Sentir-me especial.
- Dos sipiots-Nòmada: Allò que ets sembrat.